# Смертельные иллюзии
«Смерте́льные иллю́зии» — российский фильм в жанре триллера, снятый режиссёром Олегом Асадулиным. В главных ролях Андрей Бурковский, Павел Чинарёв и Данила Якушев. Креативными продюсерами выступили Братья Сафроновы. Сначала премьера фильма должна была состояться 11 июня 2020 года, но из-за пандемии COVID-19 фильм вышел в прокат только 19 ноября 2020 года.
Слоган фильма: «Всё по-настоящему — и иллюзии, и смерть».

## Синопсис
Братья Романовы — известные иллюзионисты. Они планируют раскрыть секреты семи самых опасных трюков из мира иллюзий в своём грандиозном шоу. Во время номера с аквариумом братьям становится понятно, что всё пошло не по плану — ассистентка не появляется в нужном месте, а в наушниках появляется голос таинственного организатора, который становится проводником всего шоу, изменив механизмы сложных трюков. «Голос» предлагает всё более изобретательные и зрелищные, но при этом более рискованные и опасные для жизни трюки. Если шоу не продолжится — «голос» начнёт убивать одного за другим. Зрителям предстоит стать свидетелями и участниками опасной игры, а братьям — спасти себя и своих близких.

## В ролях
| Актёр             | Роль               |
| ----------------- | ------------------ |
| Андрей Бурковский | Денис Романов      |
| Павел Чинарёв     | Илья Романов       |
| Данила Якушев     | Виктор Романов     |
| Аглая Тарасова    | Катя ассистентка   |
| Семён Трескунов   | Егор администратор |
| Сергей Сафронов   | Константин         |
| Алексей Кравченко | директор шоу       |
| Марина Петренко   | Ирина              |
| Александр Галибин | Пётр Истомин       |
| Константин Мазко  | охранник Истомина  |
| Ирина Безряднова  | Лиза ассистентка   |
| Александр Семёнов | Иван врач          |

## Отзывы и критика
По данным на 31 декабря 2020 года фильм собрал в прокате 13 870 916 рублей.
Рецензии:
- Борис Гришин, Кино Mail.ru:

Квази-герметичный триллер, российская вариация на тему «Иллюзии обмана» от Олега Асадулина («Маршрут построен», «Темный мир: Равновесие») по сценарию Михаила Зубко («За гранью реальности»). В меру интригующий сюжет, несколько напряженных моментов и неожиданных поворотов не дадут зрителю заскучать. Гламурная картинка, симпатичные главные герои и неоднозначная романтическая линия в центре истории понравятся девушкам. Картина неплохо подойдет парочкам для визита в кино, тем более что для парней есть несколько жестких разборок и пацанских базаров по душам.
- Константин Киценюк, Киноафиша:

«Смертельные иллюзии» довольно камерная картина, полная интриг и загадок. Авторы попытались наполнить ее интересными деталями и ходами, постоянно держа нас в напряжении. Хотя и здесь не удалось избежать тайного ордена, на протяжении веков наказывающего отбившихся от рук иллюзионистов. Эта часть довольно короткая и не будет сильно маячить перед глазами, лишь оставляя задел на будущий сиквел. Главное, что получит зритель — это хитрый сюжетный лабиринт, в котором очень легко запутаться и засмотреться в противоположную от разгадки сторону. Прямо как в настоящем фокусе. Фильм понравится поклонникам триллеров, обернутых в яркую обложку, а не утопающих в бесконечной серости. Единственный вопрос: получится ли у вас разгадать эти секреты раньше, чем герои раскроют все карты?
- Алексей Еньшин, Weburg:

Крепкая «Бэшка», которая не ставит других целей, кроме как в течение двух часов порадовать зрителя красивыми фокусами и подержать его в напряжение закрученной детективной интригой. Жаль, что продают ее по цене блокбастера, от которого ждут размаха событий, актерской игры высокого класса и эпической картинки. Ничего этого в «Смертельных иллюзиях» вы не найдете точно.